# Dragomilo
Dragomilo este o localitate din comuna Šmarje pri Jelšah, Slovenia, cu o populație de 35 de locuitori.